# Danh sách tập phim Fairy Tail (mùa 5)
Đây là danh sách tập phim anime Fairy Tail mùa 7 của đạo diễn Ishihira Shinji, sản xuất bởi A-1 Pictures và Bridge.
Mùa này phát sóng từ 14 tháng 4 đến 29 tháng 9 năm 2012 trên TV Tokyo. 7 DVD mỗi đĩa gồm 4 tập được Pony Canyon phát hành từ 5 tháng 9 năm 2012 đến 6 tháng 3 năm 2013.

## Danh sách tập
| #   | Tên tập phim                                                                                                   | Ngày phát sóng gốc       | Ngày phát sóng Tiếng Việt |
| --- | --- | ------------------------ | ------------------------- |
| 126 | "Băng nhóm lắc mông xấu xa thứ thiệt" "Shin no Waru Ketsupuri-dan" (真の悪ケツプリ団)                          | ngày 14 tháng 4 năm 2012 | 5 tháng 5 năm 2016        |
| 127 | "Nổi kinh hoàng của Lucy vô hình" "Tōmei Rūshii no Kyōfu!" (透明ルーシィの恐怖!)                               | ngày 21 tháng 4 năm 2012 | 4 tháng 5 năm 2016        |
| 128 | "Kỷ vật của cha" "Chichi no Ihin" (父の遺品)                                                                   | ngày 28 tháng 4 năm 2012 | 6 tháng 5 năm 2016        |
| 129 | "Long tranh hổ đấu Laxus đấu với Natsu" "Dotō no Taiketsu! Natsu vs. Rakusasu" (怒涛の対決! ナツ vs. ラクサス) | ngày 5 tháng 5 năm 2012  | 9 tháng 5 năm 2016        |
| 130 | "Mục tiêu là Lucy" "Nerawareta Rūshii" (狙われたルーシィ)                                                      | ngày 12 tháng 5 năm 2012 | 10 tháng 5 năm 2016       |
| 131 | "Cơn thịnh nộ của Legion" "Region no Mōi" (レギオンの猛威)                                                     | ngày 19 tháng 5 năm 2012 | 11 tháng 5 năm 2016       |
| 132 | "Chìa khóa của bầu trời sao" "Hoshizora no Kagi" (星空の鍵)                                                    | ngày 26 tháng 5 năm 2012 | 12 tháng 5 năm 2016       |
| 133 | "Những người bạn đồng hành" "Tabi no Nakamatachi" (旅の仲間たち)                                               | ngày 2 tháng 6 năm 2012  | 13 tháng 5 năm 2016       |
| 134 | "Mê cung cùng tưởng khúc" "Meikyū Kyōsōkyoku" (迷宮狂想曲)                                                     | ngày 9 tháng 6 năm 2012  | 16 tháng 5 năm 2016       |
| 135 | "Dấu chân thần thoại" "Shinwa no Ashiato" (神話の足跡)                                                         | ngày 16 tháng 6 năm 2012 | 17 tháng 5 năm 2016       |
| 136 | "Ác quỷ tái ngộ" "Shin no Waru, Futatabi" (真の悪、ふたたび)                                                   | ngày 23 tháng 6 năm 2012 | 18 tháng 5 năm 2016       |
| 137 | "Những điều không tưởng" "Keisan o Koeru Mono" (計算をこえるもの)                                              | ngày 30 tháng 6 năm 2012 | 19 tháng 5 năm 2016       |
| 138 | "Đích đến của cuộc Thập Tự Chinh" "Seisen no Yukue" (聖戦のゆくえ)                                             | ngày 7 tháng 7 năm 2012  | 20 tháng 5 năm 2016       |
| 139 | "Thời khắc đã điểm" "Ugoki Hajimeta Toki" (動き始めた刻（とき）)                                               | ngày 14 tháng 7 năm 2012 | 23 tháng 5 năm 2016       |
| 140 | "Tân Oracion Seis xuất hiện" "Shinsei Orashion Seisu Arawaru!" (新生六魔将軍（オラシオンセイス）現る!)         | ngày 21 tháng 7 năm 2012 | 14 tháng 5 năm 2016       |
| 141 | "Truy lùng Vô hạn thời kế" "Mugen Tokei o Oe" (無限時計を追え)                                                 | ngày 28 tháng 7 năm 2012 | 25 tháng 5 năm 2016       |
| 142 | "Trận chiến không cân sức" "Tatakai no Fukyōwaon" (戦いの不協和音)                                             | ngày 4 tháng 8 năm 2012  | 26 tháng 5 năm 2016       |
| 143 | "Anti-Link" "Anchi Rinku" (アンチリンク)                                                                       | ngày 11 tháng 8 năm 2012 | 27 tháng 5 năm 2016       |
| 144 | "Phá tan sự tuyệt vọng" "Tokihanatareta Zetsubō" (解き放たれた絶望)                                            | ngày 18 tháng 8 năm 2012 | 30 tháng 5 năm 2016       |
| 145 | "Real Nightmare" "Riaru Naitomea" (リアルナイトメア)                                                           | ngày 25 tháng 8 năm 2012 | 31 tháng 5 năm 2016       |
| 146 | "Xoắn ốc thời gian" "Toki no Supairaru" (時のスパイラル)                                                       | ngày 1 tháng 9 năm 2012  | 1 tháng 6 năm 2016        |
| 147 | "Lâu đài vô hạn" "Mugen-jō e!" (無限城へ!)                                                                     | ngày 8 tháng 9 năm 2012  | 2 tháng 6 năm 2016        |
| 148 | "Nước mắt Thiên thần" "Tenshi no Namida" (天使の涙)                                                            | ngày 15 tháng 9 năm 2012 | 3 tháng 6 năm 2016        |
| 149 | "Tôi đã nghe thấy giọng nói của bạn bè" "Tomo no Koe ga Kikoeru" (友の声が聴こえる)                            | ngày 22 tháng 9 năm 2012 | 6 tháng 6 năm 2016        |
| 150 | "Lucy và Michelle" "Rūshii to Missheru" (ルーシィとミッシェル)                                                 | ngày 29 tháng 9 năm 2012 | 7 tháng 6 năm 2016        |